# Ilse Bastubbe
Ilse Bastubbe (* 30. April 1935 in Stolp (Pommern); † 26. Juni 2010 in Potsdam) war eine deutsche Schauspielerin, Synchronsprecherin und Regieassistentin.

## Leben
Nach ersten Erfahrungen im Ensemble der Schweriner Fritz-Reuter-Bühne war sie überwiegend für Film und Fernsehen der DDR tätig.
Als Schauspielerin war sie unter anderem in der Fernsehserie Natürlich die Nelli! (1959), Der glücklichste Mensch (1961) und Pause für Wanzka (1990) zu sehen. Des Weiteren spielte sie in mehreren Folgen von Polizeiruf 110 mit. In den Filmen Das zweite Leben des Friedrich Wilhelm Georg Platow und Wahlverwandtschaften wirkte sie als Regieassistentin.

## Filmographie (Auswahl)
- 1953: Das kleine und das große Glück
- 1954: Kein Hüsung
- 1955: 52 Wochen sind ein Jahr
- 1956: Thomas Müntzer – Ein Film deutscher Geschichte
- 1957: Polonia-Express
- 1959: Eine alte Liebe
- 1959: Musterknaben
- 1960: Seilergasse 8
- 1961: Eine Handvoll Noten
- 1965: Denk bloß nicht, ich heule
- 1967: Die Fahne von Kriwoj Rog
- 1967: Geheimcode B/13 (Fernsehfilm, 4-teilig)
- 1968: 12 Uhr mittags kommt der Boß
- 1969: Das siebente Jahr
- 1970: Junge Frau von 1914 (Fernsehfilm, 2-teilig)
- 1970: Dr. med. Sommer II
- 1971: Karriere
- 1973: Das zweite Leben des Friedrich Wilhelm Georg Platow (Regie-Assistenz)
- 1974: Wahlverwandtschaften (Regie-Assistenz)
- 1978: Oh, diese Tante (Fernsehfilm)
- 1980: Die Schmuggler von Rajgrod
- 1980: Alma schafft alle
- 1981/1988: Jadup und Boel
- 1981: Asta, mein Engelchen
- 1982: Benno macht Geschichten (Fernsehfilm, 2-teilig)
- 1982: Der Prinz hinter den sieben Meeren
- 1983: Es geht einer vor die Hunde (Fernsehfilm)
- 1984: Isabel auf der Treppe
- 1984: Erscheinen Pflicht
- 1985: Meine Frau Inge und meine Frau Schmidt
- 1985: Polizeiruf 110: Verführung (Fernsehreihe)
- 1985: Weiße Wolke Carolin
- 1986: Der Bärenhäuter
- 1987: Wie die Alten sungen…
- 1988: Polizeiruf 110: Still wie die Nacht
- 1988: Die Bertinis
- 1988: Die Weihnachtsgans Auguste (Fernsehfilm)
- 1988: Rapunzel oder Der Zauber der Tränen (Fernsehfilm)
- 1989: Polizeiruf 110: Der Fund
- 1990: Pause für Wanzka (Fernsehfilm)
- 1991: Polizeiruf 110: Der Fall Preibisch
- 2003: Die Regieassistentin Ilse Bastubbe (Dokumentation aus der Reihe Filmberufe)[2]

## Hörspiele
- 1960: Bernhard Seeger: Paradies im Krähenwinkel (Kläre) – Regie: Helmut Hellstorff (Hörspiel – Rundfunk der DDR)
- 1960: Wolfgang Beck/Walter Karl Schweickert: Erich währt am längsten (Ilse) – Regie: Wolfgang Brunecker (Hörspiel – Rundfunk der DDR)
- 1970: Hans Christian Andersen: Das häßliche Entlein (Ente) – Regie: Dieter Scharfenberg (Kinderhörspiel – Litera)

## Belege
1. ↑  Fritz-Reuter-Bühne (Hrsg.): Programmzettel Niederdeutscher Lustspielabend - Alltomal Sünner Spielzeit 1952/1953. Mecklenburgisches Staatstheater Schwerin, Schwerin 1952. - Premiere: 4. April 1953.
2. ↑  Die Wahlverwandtschaften, DVD/Blu-Ray, erschienen 25. März 2003. filmportal.de, 25. März 2003, abgerufen am 10. August 2015 (Bonusmaterial der DVD-Ausgabe).